# ビギン・ザ・ナイト
「ビギン・ザ・ナイト」は、ピカソの通算6枚目のシングル。1987年9月25日にKitty Recordsからリリースされた。

## 背景
表題曲の「ビギン・ザ・ナイト」は、フジテレビ系アニメ『めぞん一刻』エンディングテーマとして起用された。オリジナルアルバムに収録されておらず、アルバムとして初収録されたのは、1989年に発売された『めぞん一刻』のサウンドトラック『めぞん一刻 Music Shake〜未発表TV・BGM集Vol.2〜』であり、ピカソ名義のアルバムに収録されたのは1995年発売のベスト・アルバム『SHOPPING LIST』である。

## ディスクジャケット
ジャケットは、前作「サヨナラの素描」までは、『めぞん一刻』のヒロインである音無響子が描かれていたが、本曲においてはピカソのメンバーのみが写されている。

## 収録曲
| 全作曲・編曲: ピカソ。 |                        |            |            |
| #                      | タイトル               | 作詞       | 作曲・編曲 |
| 1.                     | 「ビギン・ザ・ナイト」 | 来生えつこ | ピカソ     |
| 2.                     | 「愛しさが、燃える。」 | 森雪之丞   | ピカソ     |

## タイアップ
| # | 曲名                   | タイアップ                                                       | 出典  |
| - | ---------------------- | ---------------------------------------------------------------- | ----- |
| 1 | 「ビギン・ザ・ナイト」 | フジテレビ系放映アニメーション『めぞん一刻』エンディング・テーマ | [ 1 ] |